# Lilubuagen
Le lilubuagen, aussi appelé lubuagan ou kalinga de Lubuagan, est une variante du kalinga parlé par les Igorots dans la municipalité de Lubuagan et à Tabuk (Philippines) dans la province de Kalinga aux Philippines.

## Écritures
| a | b | by | k | ch | e | g | h | i | l | m | n | ng | o | p | s | t | u | ɏ | w | y |